# Cristiano Ridomi
Cristano Ridomi (Udine, 9 marzo 1904 – Gardone Riviera, 4 luglio 1969) è stato un giornalista e scrittore italiano, presidente della Rai tra il 1951 e il 1954.

## Biografia
Nacque a Udine, figlio di Giuseppe, commerciante veneziano stabilitosi ormai da tempo nel capoluogo friulano, e di Teresita Modolo. Si laureò in giurisprudenza presso l'Università degli Studi di Padova e nel 1926 fu per un breve periodo vicepresidente della Società filologica friulana. Fu assunto come giornalista dal Corriere della Sera nel luglio dello stesso 1926 e all'inizio seguì la cronaca nera, svolgendo alcune inchieste giornalistiche di successo; dal 1928 fu invece corrispondente estero.
Nel maggio 1951 fu proposto dalla Democrazia Cristiana come Presidente della Rai. Il 3 gennaio 1954 inaugurò ufficialmente le prime trasmissioni televisive  e continuò a dirigere l'ente radiotelevisivo fino al 1954, quando si dimise fra molte polemiche.